# Gaediopsis rubentis
Gaediopsis rubentis är en tvåvingeart som beskrevs av Henry Jonathan Reinhard 1961. Gaediopsis rubentis ingår i släktet Gaediopsis och familjen parasitflugor. Inga underarter finns listade i Catalogue of Life.